# Karl Vetter (Politiker, 1895)

Karl Vetter (vor 1939)

Karl Joseph Vetter (* 15. April 1895 in Todtnau; † 14. Januar 1964 in Bahía Blanca, Argentinien) war ein deutscher Politiker (NSDAP).

## Leben
Vetter war ein Sohn des Christian Vetter und seine Ehefrau Josephine. Nach dem Besuch der Realschule absolvierte Vetter von 1910 bis 1914 eine landwirtschaftliche Lehre an und wurde Verwalter auf mehreren Gütern. 1919 machte er sich als Bauer in Wanfried selbstständig.
Er nahm als Kriegsfreiwilliger am Ersten Weltkrieg teil, aus dem er als Leutnant d. R. entlassen wurde. Nach dem Krieg war er u. a. 1933–1934 Landesobmann der Landesbauernschaft Kurhessen.
Karl Vetter trat am 1. Dezember 1929 in die NSDAP ein (Mitgliedsnummer 177.063).
Der spätere NSDAP-Ortsgruppenleiter Wanfrieds, Fritz Walter, trat ebenfalls am 1. Dezember 1929 mit der Mitgliedsnummer 177.064 in die NSDAP ein.
1932 wurde er Landtagsabgeordneter für die NSDAP im Preußischen Landtag. 1933 wurde Vetter Landesobmann der Landesbauernschaft Kurhessen, dann Leiter der Reichshauptabteilung IV im Reichsnährstand. Vetter leitete als Kreisbeauftragter die Reichsstelle für Eier, wurde beim Preußischen Ministerium für Ernährung und Landwirtschaft Sonderbeauftragter für die Kleintierzucht und schließlich Präsident beim Verband deutscher Kleintierzüchter.
Vetter kandidierte auf dem Wahlvorschlag für die NSDAP auf Platznummer 665 bei der Wahl zum Deutschen Reichstag am 12. November 1933 und wurde Angehöriger des nationalsozialistischen Reichstags, dem er bis zum Ende der NS-Herrschaft im Frühjahr 1945 angehörte.
Karl Vetter war seit dem 5. Februar 1935 Generalinspekteur des Reichsnährstands.
1938 war er SS-Standartenführer.
Karl Vetter war geschäftsführender Präsident des 6. Weltgeflügelkongresses, der vom 24. Juli bis zum 2. August 1936 in Berlin und Leipzig abgehalten wurde. Präsident des Kongresses war Reichsbauernführer und Reichsminister für Ernährung und Landwirtschaft Walther Darré. Im Rahmen dieses Kongresses wurde Vetter in Leipzig zum Präsidenten der World Poultry Science Association ernannt. Er übte dieses Amt ab dem 1. Januar 1937 aus.
Kurz vor Beginn des Zweiten Weltkrieges am 1. September 1939, die USA traten erst am 11. Dezember 1941 selbst in den Krieg ein, nahm Vetter am 7. Weltgeflügelkongress teil, der vom 28. Juli bis zum 7. August 1939 in Cleveland, Ohio, USA stattfand. Vetter wurde dort als ehemaliger geschäftsführender Präsident des 6. Weltkongresses zum Ehrenpräsidenten ernannt.
Anlässlich der Rede Adolf Hitlers zum 6. Jahrestag der Machtergreifung am 30. Januar 1939 war Karl Vetter als Reichstagsabgeordneter in der Berliner Krolloper zugegen.
Im Jahr 1940 wurde Vetter zum ersten Vorstandsmitglied der Reichsstelle für Eier bestellt und bildete zusammen mit Hans Kollrack den Vorstand der Reichsstelle.
Sie folgten auf José Filler und Lange, die 1936 Mitglieder des Vorstands der Reichsstelle für Eier waren. Aufgabe der im Dezember 1933 geschaffenen Reichsstelle für Eier war zum einen die Kontrolle der Nahrungsmittel-Einfuhr zuungunsten ausländischer Wettbewerbesprodukte (Außenhandelsmonopol), sowie die de facto Ausübung eines Handelsmonopols auf dem Binnenmarkt. Der unmittelbare Verkauf von Eiern blieb weiterhin erlaubt.
Vetter war als Militärverwaltungsvizechef bis Weihnachten 1941 Leiter der Chefgruppe Landwirtschaft in der Wirtschaftsinspektion z.b.V. Westfalen und damit dort in Abteilung I – Organisation und Personal-Verwaltung – Hans Bavendamms Vorgesetzter.
Im Jahr 1947 wurde Vetter im Rahmen der Nürnberger Prozesse verhört.
In einem durch die amerikanische Militärregierung durchgeführten Entnazifizierungsverfahren (Az.: HHStAW Abt. 520 Kassel-Zentral Nr. 3230 [K271]) wurde Karl Vetter als „Belasteter“ II. eingestuft. Am 10. Juli 1948 wurde er aus dem Internierungslager Darmstadt entlassen.
Am 7. Mai 1951 verzog er von Wanfried in Hessen, nach Hamburg. Von dort aus wanderte er am 20. August 1951 nach Buenos Aires, Argentinien, aus. Im Jahre 1955 beantragte Karl Vetter aus seinem Wohnort in Argentinien, Sierra de la Ventana, beim Regierungspräsidium in Kassel einen Heimatschein für die Beantragung einer Kriegsbeschädigtenrente in Deutschland.
Karl Vetter starb am 14. Januar 1964 in Bahía Blanca in Argentinien.

## Ehe und Familie
Vetter heiratete am 7. Oktober 1919 in Hornberg Else Gebhard. Er hatte drei Söhne, die in den Jahren 1948, 1949 und 1951 nach Argentinien auswanderten.